# Pfarrhof Wurz
Der Wurzer Pfarrhof in Wurz, einem Ortsteil der Gemeinde Püchersreuth, wurde 1776 bis 1778 nach Plänen von Philipp Muttone, Baudirektor des Zisterzienser-Stifts Waldsassen unter Abt Wigand Deltsch, errichtet. Der Pfarrhof sollte als Sommerresidenz der Äbte dienen. Die Anlage ist samt Nebengebäuden erhalten und heute Veranstaltungsort der jährlichen Wurzer Sommerkonzerte.

## Geschichte

### 1776 bis 1972
Der nach Plänen von Philipp Muttone in den Jahren von 1776 bis 1778 errichtete Pfarrhof in Wurz gilt als der schönste der von ihm gebauten Pfarrhöfe. Begleiten konnte der Meister – Laienbruder des Klosters – das Entstehen des Bauwerks nicht mehr, da er 1775 starb. Die vorgesehene Funktion als Sommersitz der Waldsassener Äbte konnte der Hof nur knapp 25 Jahre bis zur Säkularisation in Bayern 1803 erfüllen. Dann diente er bis 1972 als Pfarrhof.
Das Pfarrhaus wurde zeitentsprechend im barocken Stil errichtet. Der zweigeschossige Baukörper wirkt durch seine Größe, seine ausgewogenen Proportionen und seine harmonische Form. Fenster und Türen haben Granitgewände. Das Walmdach wird getragen von der Stütz- oder Winkelkonstruktion eines „hegenden Dachstuhls“. Auch die Türen im Inneren des Gebäudes in den geräumigen Hausfluren sind von Granit umrahmt, verziert mit der Abtquaste. Der Hausgang im ersten Stock liegt an der Südseite, sodass die  Sonneneinstrahlung nicht die Zimmer erreicht. Das Innere enthält noch zahlreiche stilistische Details, darunter zum Teil stuckierte Decken und einige erhaltene Türschlösser. Im Keller sind die Weinstellagen und Auflagen für Bierfässer aus dem gewachsenen Stein gehauen. Ein unterirdischer Gang ist noch Jahrhunderte älter als das Haus.
Zum Pfarrhof gehörten Nebengebäude wie Waschhäusel, Backhäusel, Marstall und Scheune, ein großer Obst- und Gemüsegarten sowie eine hohe Einfriedungsmauer.

### 1972 bis heute
Mit dem Auszug des letzten Pfarrers 1972 wollte man den alten Pfarrhof zugunsten von Bauplätzen abreißen. Eine Kommission aus bischöflichem Finanzdirektor, Diözesanarchitekten, Bezirksheimatpfleger, Kirchenpfleger und den Bürgermeistern von Wurz und Mitteldorf beschloss jedoch die Erhaltung des Wurzer Pfarrhofs. Ein Jahr lang fand sich kein Käufer für das Anwesen, bis es 1973 die Berliner Ärztin Rita Kielhorn (1933–2023) erwarb. Diese schilderte den desolaten Zustand des Pfarrhauses: „Die Außenfassade bröckelte, die Wände waren feucht und schimmelig, die Fensterscheiben teilweise zerbrochen, die Zimmer nicht beheizbar und praktisch unbewohnbar, die Fußböden morsch, die Schwalben flogen durch den Breviergang und die Fledermäuse hingen an der Decke.“ Unter Aufsicht des Bayerischen Landesamtes für Denkmalpflege ließ Rita Kielhorn das Pfarrhaus in der alten Form und Fassadengestaltung mit beträchtlichen eigenen finanziellen Mitteln und großem persönlichem Einsatz sanieren. Nur für den Fassadenanstrich gab es einen Zuschuss von 3000 DM vom Bayerischen Landesamt für Denkmalpflege. Die Einfriedungsmauer blieb erhalten, musste aber aus verkehrstechnischen Gründen versetzt und exakt wiederhergestellt werden. Nach Grundrenovierung des Haupthauses bis 1977 folgte der Pferdestall. Er wurde wieder in die ursprüngliche Form gebracht und als Konzertraum konzipiert. Danach wurde ein alter Schuppen in eine Galerie für Kunstausstellungen umgewandelt. Das Backhäusel wurde saniert und wieder seiner alten Bestimmung zugeführt, aus dem Waschhäusel wurde eine kleine Küche. Die Scheune von 1740 wird jedes Jahr vor der Konzertsaison auf bauliche Schäden überprüft und repariert.
Der Pfarrhof wurde so in seiner Ganzheit als Dokument Oberpfälzer Kulturgeschichte gerettet und bestimmt als Baudenkmal neben der Pfarrkirche St. Matthäus das Ortsbild mit.

## Wurzer Sommerkonzerte im historischen Pfarrhof
Seit 1988 finden alljährlich von Ende Juli bis Mitte August die Wurzer Sommerkonzerte mit Musik unterschiedlicher Stilrichtungen statt, und zwar unter freiem Himmel in dem großen Garten mit seiner guten Akustik. Bei Regen weicht man in den Marstall aus oder die benachbarte Kirche. Bis 2023 organisierte Rita Kielhorn die Sommerkonzerte, seitdem der „Förderverein der Wurzer Sommerkonzerte“. Die Musiker kommen aus ganz Europa, früher überwiegend aus Osteuropa.

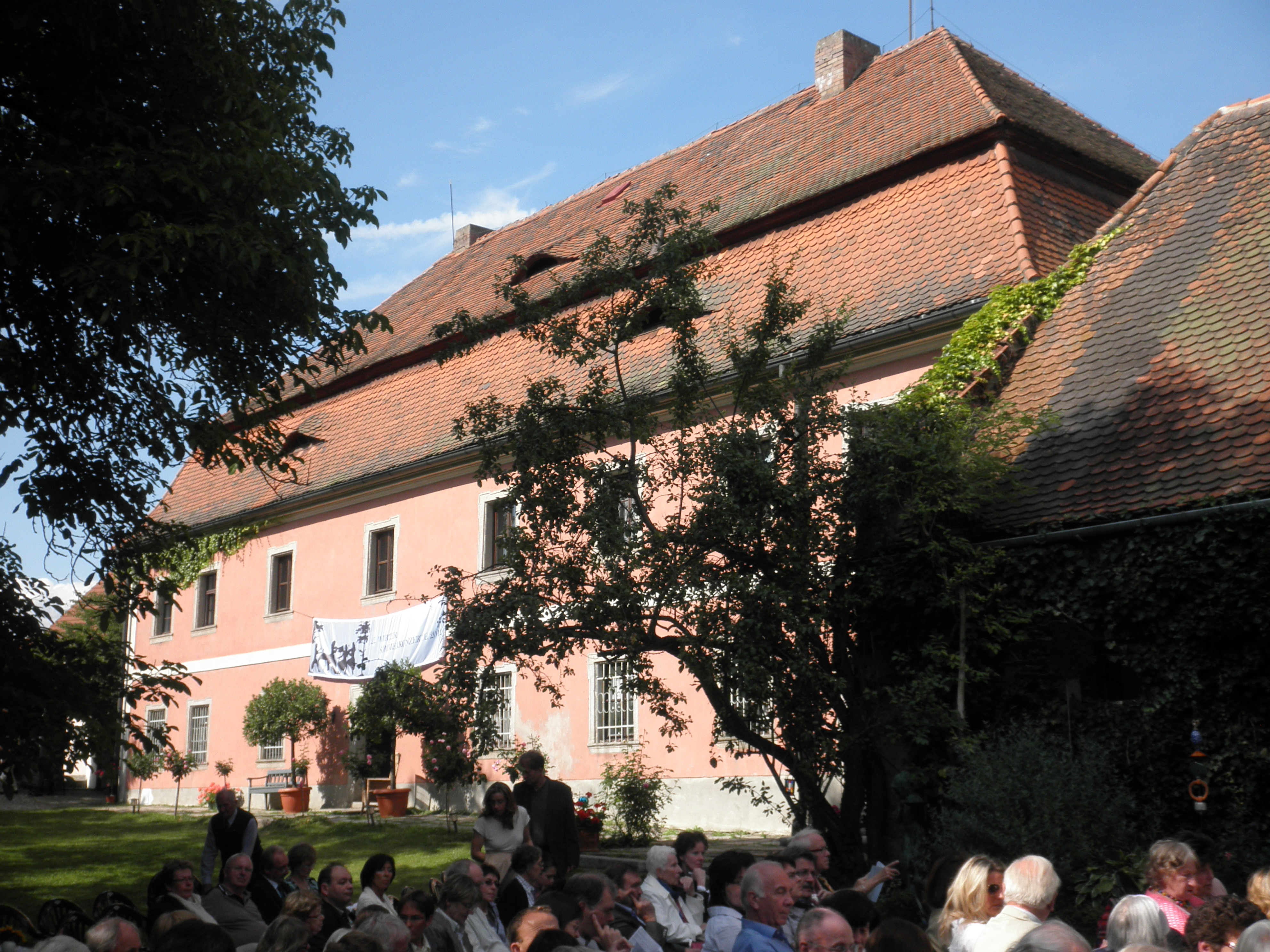
Pfarrhaus im Pfarrhof von Wurz (2012)
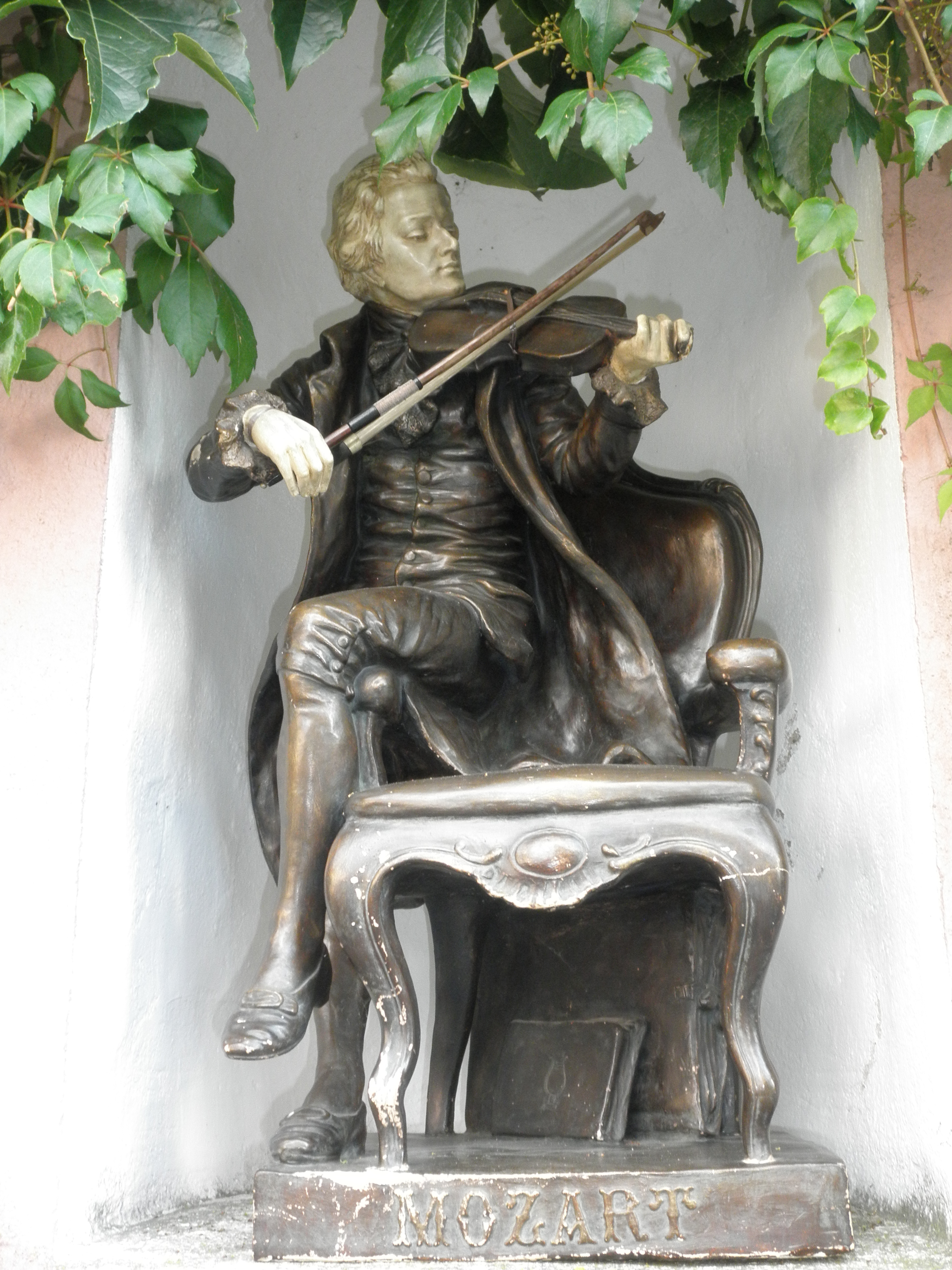
Mozart in einer Mauernische des Pfarrhofs von Wurz (2012)
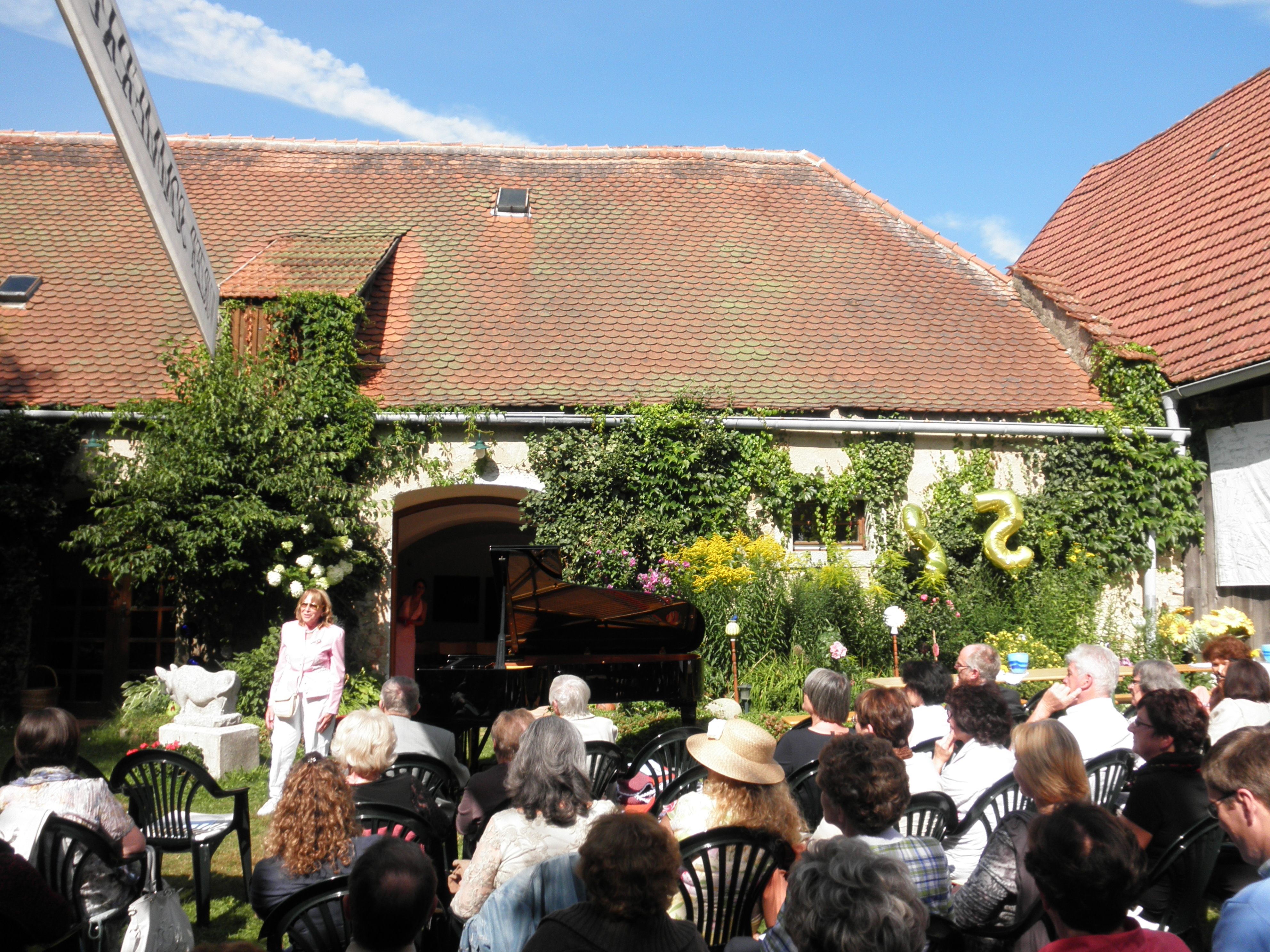
Sommerkonzert vor dem Marstall des Pfarrhofs (2012)